# 百灵路
百靈路是中國廣州市越秀區的一條東西走向的道路，位於解放北路以西，海珠北路以東，與六榕路、盤福路交界。以六榕路分界，西段為東向西單行綫，東段為西向東單行綫。長311米，宽10米。1933年，百灵街擴建為百靈路。1938年6月5日，當地遭到日軍軍機轟炸。

## 名稱歷史
從前此處有一座藥王廟，相傳求神必靈，居民稱此街道為百靈街。1933年擴建百靈街（一名北城街）成路，得名百靈路。

## 特色
道路處於老城區，由於鄰近醫院及學校，各種風味小食店、茶餐廳林立於百靈路。

## 兩旁的主要建築物/機構
- 大北肉菜市場
- 廣州市知用中學
- 廣州市第一人民醫院

## 公共交通
- 广州地铁2号线紀念堂站

均在鄰近百靈路位置設有出口。

## 與之交匯道路
由東至西排列
- 解放北路
- 六榕路
- 海珠北路
- 盘福路

## 外部連結
- 太爺雞的由來---百靈路藥王廟

23°8′0.26″N 113°15′18.14″E / 23.1334056°N 113.2550389°E